# Arie van den Berg (beeldhouwer)

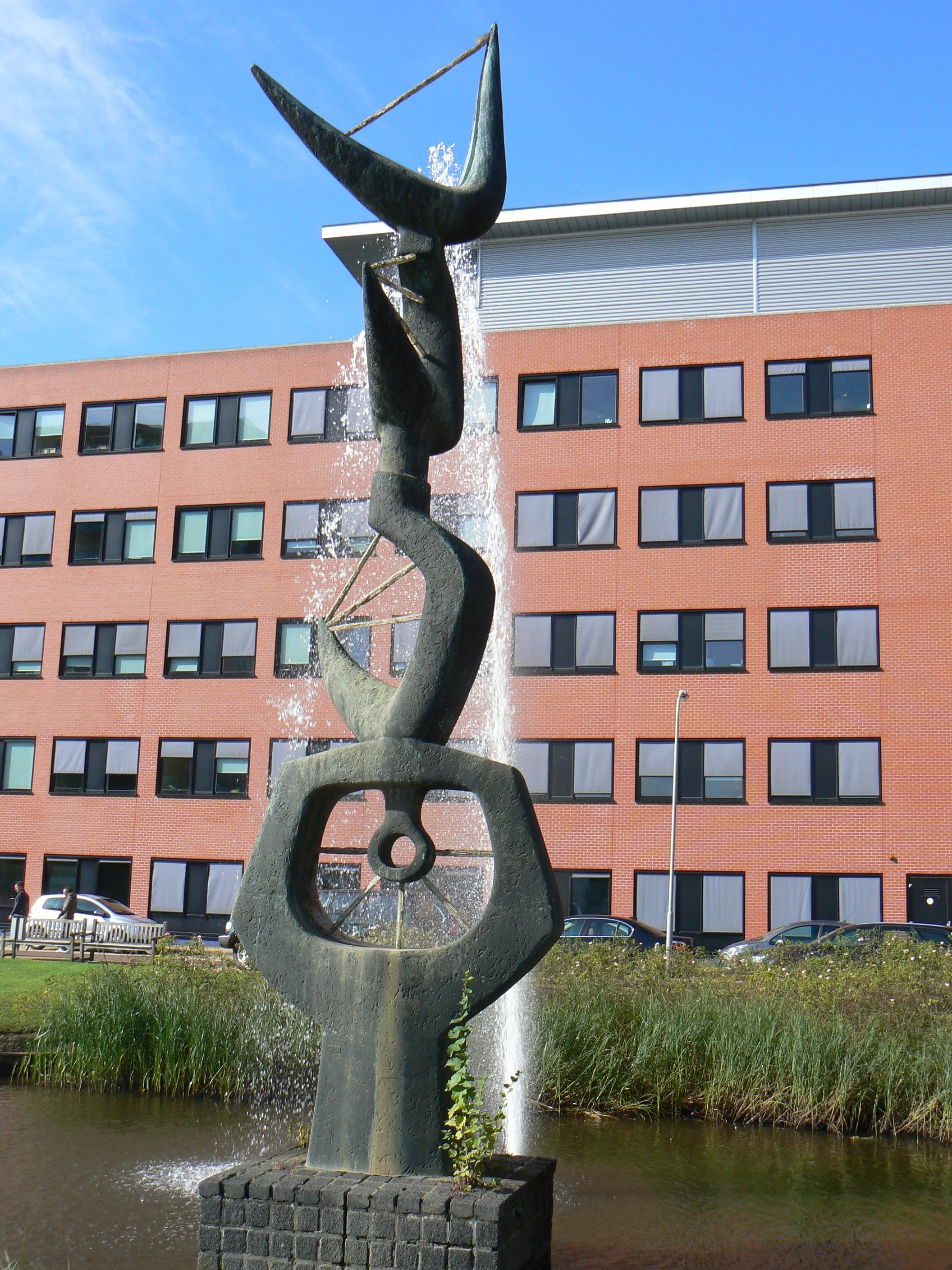
Kracht en licht (1965), Groningen

Arie van den Berg (Amsterdam, 22 april 1916 – Laren, 12 maart 1991) was een Nederlands schilder, beeldhouwer en keramist.

## Leven en werk
Van den Berg was een zoon van Johannes Remmert van den Berg en Clara Jetske Dijkstra. Hij bezocht de Amsterdamse Grafische School en was aanvankelijk chemigraaf (etser) en schilder. Hij trouwde in 1938 met schilderes Anna Maria Hoefs (1912-1988). Zij brachten de oorlogsjaren grotendeels in Apeldoorn door, waar Van den Berg door gebrek aan materiaal begon hij met boetseren. Na de oorlog keerde hij terug naar Amsterdam en volgde hij enige tijd les aan de Rijksakademie van beeldende kunsten als leerling van beeldhouwer Piet Esser.  Aanvankelijk werkte hij als beeldhouwer figuratief en in de stijl van zijn leermeester Esser, vanaf de jaren 60 meer abstract. Een voorbeeld daarvan is het 10 meter hoge beeld Kracht en licht (1965) bij de Hunzecentrale in Groningen. Hij was ook actief als keramist en gaf vanaf 1946 les aan sociaalpedagogische opleiding Middeloo in Amersfoort. In 1955 vestigde hij zich in Bilthoven.
Van den Berg was lid van Arti et Amicitiae en bestuurslid van de Beroepsvereniging van Beeldende Kunstenaars. Hij overleed op 74-jarige leeftijd.

## Enkele werken
- 1952 Ad perpetuam rei memoriam (oorlogsmonument) aan de Nicolaaskerk in Krommenie.
- 1959 Balspelende kinderen, Lopes Diaslaan, Hilversum
- 1960 Vrouw met vogel, Snelliuslaan, Hilversum.
- 1965 Kracht en licht in opdracht van het Provinciaal Elektriciteitsbedrijf, Winschoterdiep, Groningen.
- 1968 De laatste druppel, Jan van Galenstraat, Utrecht

## Afbeeldingen

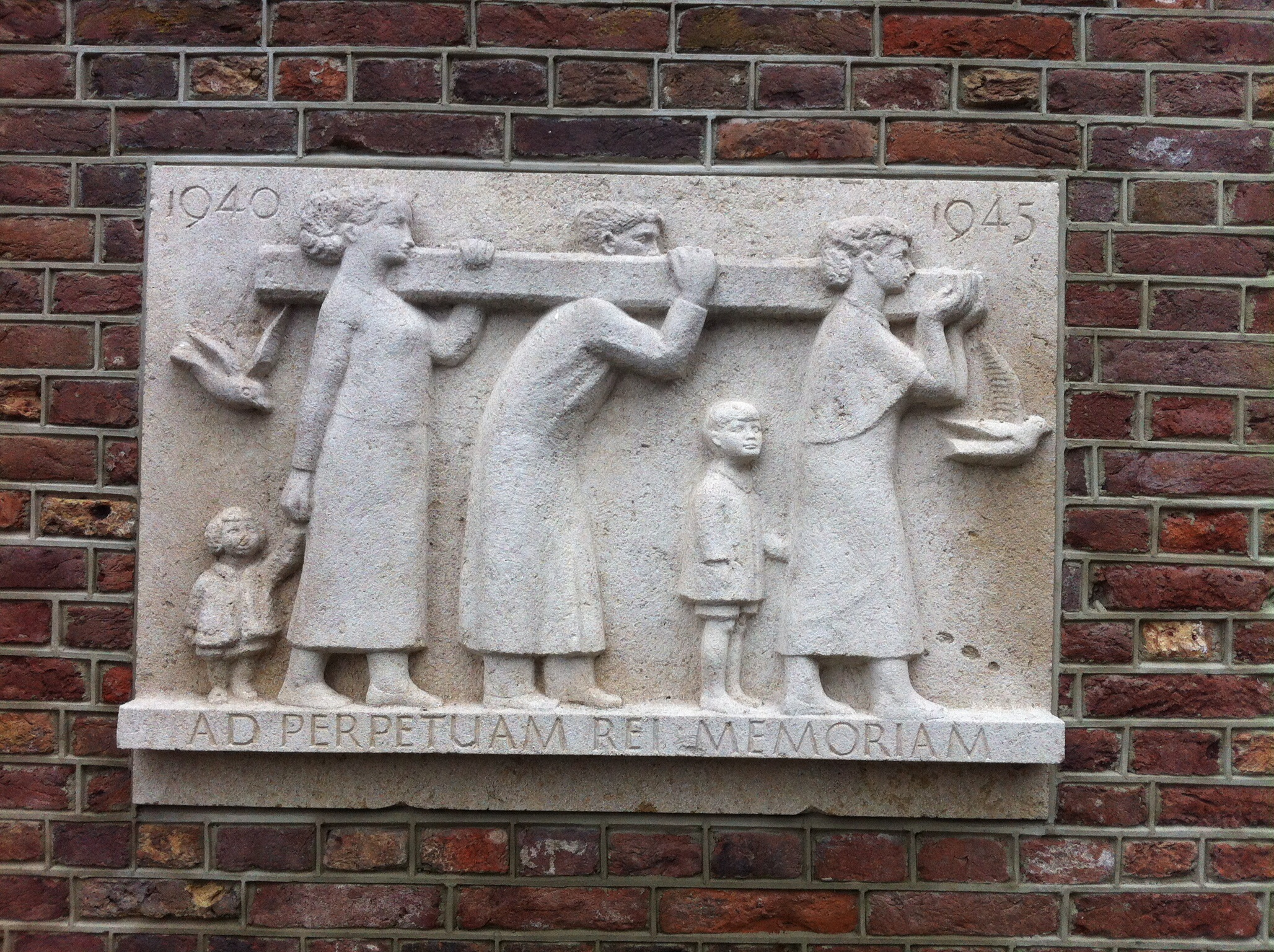
Ad perpetuam rei memoriam (1952)
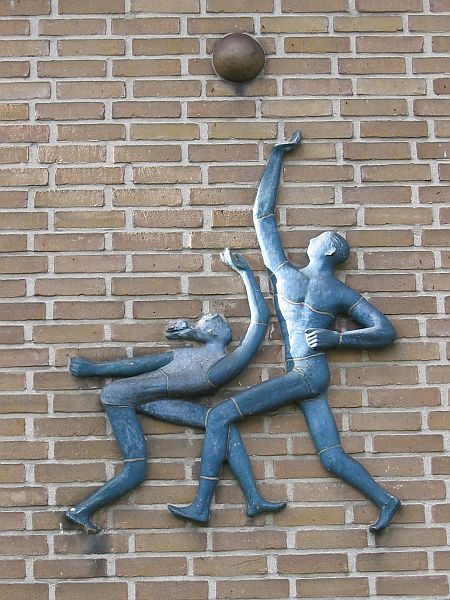
Balspelende kinderen (1959)
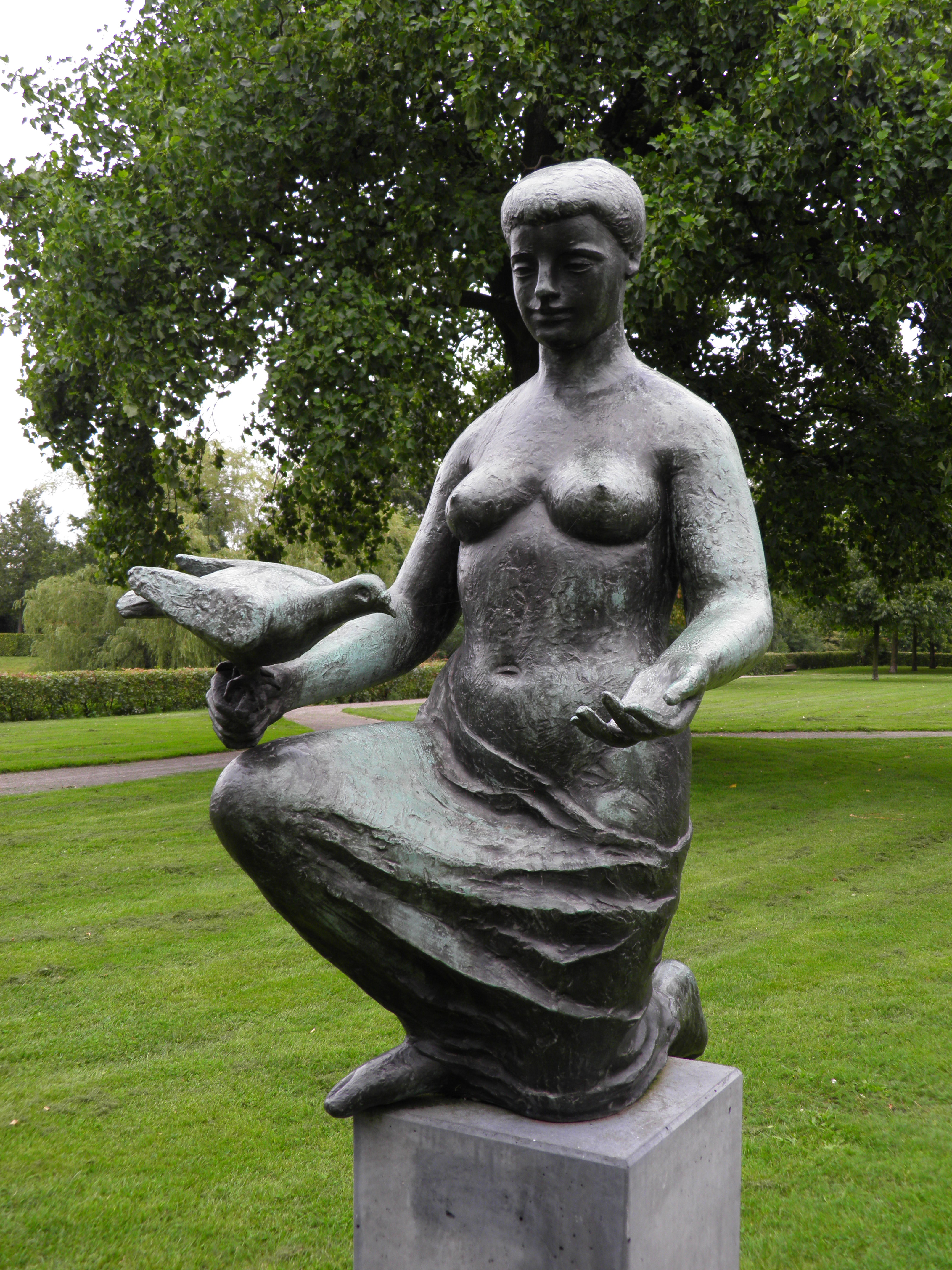
Vrouw met vogel (1960)
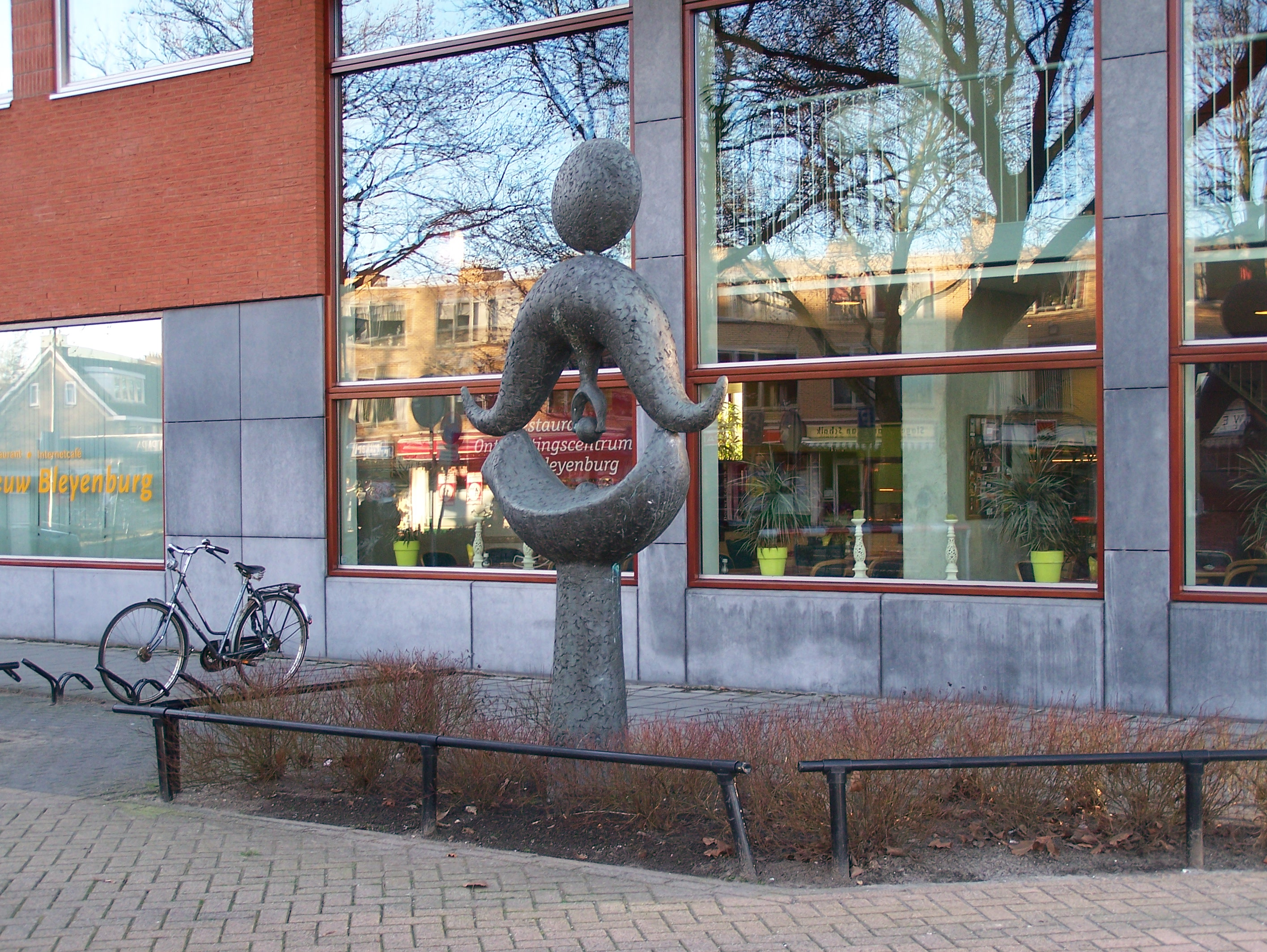
De laatste druppel (1968)